# Jueus iemenites
Els jueus iemenites (àrab: اليهود اليمنيون, al-yahūd al-yamaniyyūn; hebreu: יהודים תימנים‎), anomenats també teimanim, són aquells jueus que viuen o han viscut alguna vegada al Iemen. El terme també pot referir-se als descendents de la comunitat jueva iemenita. Entre juny de 1949 i setembre de 1950, desenes de milers de residents jueus del Iemen van ser transportats a Israel, durant i després de l'anomenada Operació Catifa Màgica (hebreu: כנפי נשרים, Kanfei Nesharim‎, ‘en Ales d'Àligues'). Després de diverses onades de persecució arreu del Iemen, la majoria dels jueus iemenites ara viuen a Israel, mentre que comunitats més petites viuen als Estats Units i en altres indrets, només en queda un grapat al Iemen. Els pocs jueus que romanen al Iemen experimenten un antisemitisme intens i sovint violent diàriament. A l'any 2022, només quedava un jueu al Iemen.